# Creepin'
Creepin' is een nummer van de Amerikaanse producer Metro Boomin, de Canadese zanger The Weeknd en de Amerikaanse rapper 21 Savage uit 2022. Het is de eerste single van Heroes & Villains, het tweede studioalbum van Metro Boomin.

## Achtergrondinformatie
Het nummer bevat samples uit I Don't Wanna Know (2004) van Mario Winans, Enya en P. Diddy, dat ook weer gebaseerd is op een sample uit Ready or Not van Fugees, en op Boadicea van Enya. "Creepin'" kent een sombere tekst waarin The Weeknd en 21 Savage het hebben over het bedrogen worden in eerdere relaties. 21 Savage gaat daar nog iets dieper op in ook toe te geven dat hij de nepliefde die hij in het verleden heeft ervaren, probeerde te overwinnen met het kopen van dure spullen. The Weeknd vraagt zich af of die andere man zijn ex-vriendin beter behandelt dan hij dat deed. Maar hij wil er verder niks over weten omdat zijn hart het niet aankan. Hij heeft liever dat ze vreemdgaat, dan dat hij haar kwijtraakt.
"Creepin'" werd wereldwijd een enorme hit en bereikte de nummer 1-positie in onder andere The Weeknds thuisland Canada. In de Amerikaanse Billboard Hot 100 was het ook succesvol; daar werd de 3e positie gehaald. Ook in de Nederlandse Top 40 kende het met een 2e positie veel succes, terwijl in de Vlaamse Ultratop 50 het succes iets bescheidener was met een 13e positie.